# Vladan Desnica

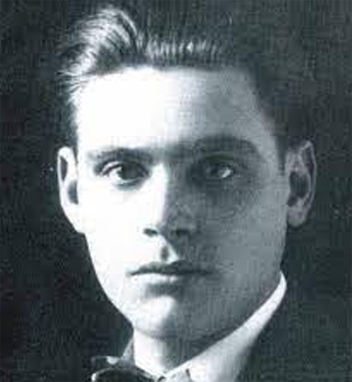
Vladan Desnica (1905–1967)

Vladan Desnica (* 17. September 1905 in Zadar; † 4. März 1967 in Zagreb) war ein jugoslawischer Schriftsteller, der zu den wichtigen Autoren Jugoslawiens nach dem Zweiten Weltkrieg zählte.

## Leben
Vladan Desnica war der Sohn des serbischen Politikers Uroš Desnica. Er besuchte die Gymnasien in Zadar, Split und Šibenik und studierte anschließend Philosophie und Rechtswissenschaften in Zagreb und Paris. Nach seinem Abschluss des juridischen Studiums 1930 war er zunächst als Rechtsanwalt tätig. Anfang der 1930er Jahre veröffentlichte Desnica erste literarische Arbeiten und begründete die Zeitschrift Magazin sjeverne Dalmacije. Er arbeitete zu jener Zeit bei der Staatsanwaltschaft in Split. Nach dem Zweiten Weltkrieg war Desnica von 1945 bis 1949 Chef der Rechtsabteilung im kroatischen Finanzministerium, widmete sich danach aber nur mehr ausschließlich seiner schriftstellerischen Tätigkeit.

## Werke
Desnica verfasste in den 1950er Jahren hauptsächlich Prosawerke, zwei Romane und eine Reihe von Erzählungen. Daneben trat er aber auch mit einer Gedichtsammlung hervor. Er ist einer der wichtigsten kroatischen Autoren nach dem Kriege. Thematisch sind seine Geschichten meist unter den einfachen Menschen Dalmatiens und seines Hinterlandes angesiedelt. Desnicas Beruf als Jurist und Richter ist auch in seinem literarischen Werk präsent, in dem es dort immer wieder um Fragen der Gerechtigkeit, des Vorurteils und der Hintergründe und Umstände von Taten geht. Desnica ist von humanistischem, ausgleichendem Naturell. Er war auch als Übersetzer aus dem Italienischen und Französischen tätig und verfasste literarhistorische Essays.
- Zimsko ljetovanje, Roman 1950
- Olupine na suncu, Erzählungen 1952
- Proljeće u Badrovcu, 1955
- Slijepac na žalu, Gedichte 1956
- Tu, odmah pored nas, Erzählungen 1956
- O pojvomina "tipa" i "tipičnoga" i njihovoj neshodnosti na području estetike, 1957
- Proljeća Ivana Galeba, Roman 1957
- Fratar sa zelenom bradom, Erzählungen 1959 (dt. Die Geschichte vom Mönch mit dem grünen Bart, 1964)
- Izbor pripovjedaka, 1966
- Sabrana djela I-IV, 1975